# Muthoni Likimani
Muthoni Gachanja Likimani (sinh 1926) là một nhà hoạt động và nhà văn người Kenya đã xuất bản các tác phẩm của cả tiểu thuyết và phi hư cấu, cũng như sách thiếu nhi. Trong sự nghiệp của mình, bà cũng là một phát thanh viên, diễn viên, giáo viên và nhà xuất bản. Bà là nữ hoàng sắc đẹp Kenya đầu tiên, người châu Phi đầu tiên thành lập công ty quan hệ công chúng ở Kenya và là một trong những nữ tác giả sớm nhất của đất nước.

## Tiểu sử
Muthoni Likimani sinh ra và lớn lên ở Kahuhia Mission, Quận Murang'a, Kenya, là con gái của Mariuma Wanjiura và Rev. Levi GochanJa. Cha bà là một trong những mục sư đầu tiên của nhà thờ Anh giáo Kenya. Bà đã giảng dạy tại Trường Cao đẳng Sư phạm Kahuhia, trước khi thực hiện các nghiên cứu sâu hơn ở Anh và Israel, tham gia vào việc phát sóng và quan hệ công chúng. Bà tiếp tục trở thành một trong những nhà sản xuất phụ nữ đầu tiên tại Tập đoàn phát thanh Kenya, làm việc cho các chương trình dành cho phụ nữ và trẻ em, và là một phát thanh viên tự do cho BBC. Bà đã thành lập Noni's Publicity, một công ty quan hệ công chúng cũng như đảm nhận xuất bản các ấn phẩm, chẳng hạn như sản xuất tạp chí định kỳ Women of Kenya .
Quyển tiểu thuyết đầu tiên của bà They Shall Be Chastised, được xuất bản năm 1974, kế đó là What Does a Man Want? trong cùng năm. Năm 1985, quyển tieue thuyết thứ ba và quan trọng nhất của bà ra đời, Passbook Number F. 47927: Women and Mau Mau in Kenya, tiêu đề của nó liên quan đến số phận của bà trong Cuộc đấu tranh Mau Mau. Đó là một tác phẩm hư cấu kịch tính hóa vai trò của phụ nữ và các chiến lược họ áp dụng trong cuộc sống hàng ngày của họ vào cuộc đấu tranh giành tự do.
Những năm 1980, Likimani trở thành ủy viên hội đồng thành phố Nairobi, vị trí mà cô nắm giữ cho đến khi chính phủ thay thế hội đồng bằng một ủy ban thành phố. Quyển tự truyện Fighting Without Ceasing được phát hành vào năm 2005.
Năm 2007, bà nhận giải thưởng World YWCA Council Award để ghi nhận sự lãnh đạo tận tụy vì sự tham gia của bà với tư cách là Nhà hoạt động vì nữ quyền. Năm 2014, bà được bổ nhiệm làm Đại sứ Hòa bình tại Kenya của Diễn đàn Quốc tế về Văn học và Văn hóa Hòa bình (IFLAC).

## Tác phẩm
- They Shall Be Chastised. Nairobi: East African Literature Bureau, 1974. Kenya Literature Bureau, 1991, ISBN 978-9966440945.
- What Does a Man Want? Nairobi: Kenya Literature Bureau, 1974. Noni's Publicity, 2001, ISBN 978-9966441201
- Passbook Number F. 47927: Women and Mau Mau in Kenya. Basingstoke and London: Palgrave Macmillan, 1985, ISBN 978-0333379455. Noni's Publicity, 2001, ISBN 978-9966967206.
- Women of Kenya: In the Decade of Development. Nairobi: Noni's Publicity, 1985.
- Fighting Without Ceasing, Nairobi: Noni's Publicity, 2005, ISBN 978-9966967268.